# Liste des monuments classés du gouvernorat de Gabès
Cette liste des monuments classés du gouvernorat de Gabès est une liste des monuments historiques et archéologiques protégés et classés du gouvernorat de Gabès, établie par l'Institut national du patrimoine de Tunisie.

## Liste
| Identifiant monument | Site                   | Monument                                                         | Adresse | Date de classement | Décret             | Coordonnées                       | Illustration                                                     |                       |
| -------------------- | ---------------------- | ---------------------------------------------------------------- | ------- | ------------------ | ------------------ | --------------------------------- | ---------------------------------------------------------------- | --------------------- |
| 81-1                 | Borg et Bir-Zoumit     | Poste romain                                                     |         | 22 mars 1899       | 22 mars 1899       | à géolocaliser                    | Image manquante Téléverser                                       | Télécharger une image |
| 81-4                 | Guedah el-Oudah        | Poste romain                                                     |         | 22 mars 1899       | 22 mars 1899       | à géolocaliser                    | Image manquante Téléverser                                       | Télécharger une image |
| 81-5                 | Gabès                  | Façades de la gare de chemin de fer de Gabès                     |         | 1er septembre 2000 | 1er septembre 2000 | 33° 53′ 04″ nord, 10° 05′ 58″ est | Façades de la gare de chemin de fer de Gabès                     | Télécharger une image |
| 81-6                 | Matmata                | Postes fortifiés romains                                         |         | 22 mars 1899       | 22 mars 1899       | à géolocaliser                    | Image manquante Téléverser                                       | Télécharger une image |
| 81-7                 | Henchir el-Gueciret    | Turris des Arellii-Manilii                                       |         | 1er mars 1905      | 1er mars 1905      | à géolocaliser                    | Image manquante Téléverser                                       | Télécharger une image |
| 81-8                 | Henchir Bagneul        | Tour romaine                                                     |         | 22 mars 1899       | 22 mars 1899       | à géolocaliser                    | Image manquante Téléverser                                       | Télécharger une image |
| 81-9                 | Henchir Bagneul        | Kasr-Benia                                                       |         | 22 mars 1899       | 22 mars 1899       | à géolocaliser                    | Image manquante Téléverser                                       | Télécharger une image |
| 81-10                | Henchir Gradou         | Deux enceintes murées                                            |         | 22 mars 1899       | 22 mars 1899       | à géolocaliser                    | Image manquante Téléverser                                       | Télécharger une image |
| 81-11                | Henchir Guermad        | Mur de défense, enceinte rectangulaire                           |         | 22 mars 1899       | 22 mars 1899       | à géolocaliser                    | Image manquante Téléverser                                       | Télécharger une image |
| 81-12                | Henchir Ksar el-Guitla | Enceinte fortifiée                                               |         | 22 mars 1899       | 22 mars 1899       | à géolocaliser                    | Image manquante Téléverser                                       | Télécharger une image |
| 81-13                | Métouia                | Site préhistorique de l'oued Akarit                              |         | 26 décembre 2022   | 3 janvier 2023     | à géolocaliser                    | Image manquante Téléverser                                       | Télécharger une image |
| 81-14                | Mareth                 | Vestiges de la ligne défensive fortifiée de Mareth               |         | 26 décembre 2022   | 3 janvier 2023     | 33° 38′ 00″ nord, 10° 18′ 00″ est | Vestiges de la ligne défensive fortifiée de Mareth               | Télécharger une image |
| 81-15                | Matmata                | Madrassa de Sidi Moussa El Jemni                                 |         | 22 janvier 2024    | 22 janvier 2024    | à géolocaliser                    | Madrassa de Sidi Moussa El Jemni                                 | Télécharger une image |
| 81-16                | Matmata                | Majil El masken de Ras El Wad                                    |         | 22 janvier 2024    | 22 janvier 2024    | à géolocaliser                    | Image manquante Téléverser                                       | Télécharger une image |
| 81-17                | Matmata                | Mosquée de Ras El Wad                                            |         | 22 janvier 2024    | 22 janvier 2024    | à géolocaliser                    | Mosquée de Ras El Wad                                            | Télécharger une image |
| 81-18                | Matmata                | Zaouïa de Sidi Mohamed Ben H'fayidh                              |         | 22 janvier 2024    | 22 janvier 2024    | à géolocaliser                    | Zaouïa de Sidi Mohamed Ben H'fayidh                              | Télécharger une image |
| 81-19                | Matmata                | Ancienne synagogue                                               |         | 22 janvier 2024    | 22 janvier 2024    | 33° 32′ 57″ nord, 9° 57′ 20″ est  | Ancienne synagogue                                               | Télécharger une image |
| 81-20                | Matmata                | Mosquée troglodytique                                            |         | 22 janvier 2024    | 22 janvier 2024    | à géolocaliser                    | Image manquante Téléverser                                       | Télécharger une image |
| 81-21                | Nouvelle Matmata       | Mausolée de Sidi G'naou                                          |         | 22 janvier 2024    | 22 janvier 2024    | à géolocaliser                    | Mausolée de Sidi G'naou                                          | Télécharger une image |
| 81-22                | Dkhilet Toujane        | Mosquée de Bou Héla                                              |         | 22 janvier 2024    | 22 janvier 2024    | à géolocaliser                    | Image manquante Téléverser                                       | Télécharger une image |
| 81-23                | Dkhilet Toujane        | Monument de Bechar au Zmertin                                    |         | 22 janvier 2024    | 22 janvier 2024    | à géolocaliser                    | Image manquante Téléverser                                       | Télécharger une image |
| 81-24                | Dkhilet Toujane        | Mosquée de Sidi Taj Eddine                                       |         | 22 janvier 2024    | 22 janvier 2024    | à géolocaliser                    | Image manquante Téléverser                                       | Télécharger une image |
| 81-25                | Dkhilet Toujane        | Mosquée El Haff                                                  |         | 22 janvier 2024    | 22 janvier 2024    | à géolocaliser                    | Mosquée El Haff                                                  | Télécharger une image |
| 81-26                | Dkhilet Toujane        | Forteresse de Dedday                                             |         | 22 janvier 2024    | 22 janvier 2024    | à géolocaliser                    | Image manquante Téléverser                                       | Télécharger une image |
| 81-27                | Nouvelle Matmata       | Ancienne zaouïa de Tijma                                         |         | 22 janvier 2024    | 22 janvier 2024    | à géolocaliser                    | Image manquante Téléverser                                       | Télécharger une image |
| 81-28                | Tamezret               | Mosquée El Haj Moussa                                            |         | 22 janvier 2024    | 22 janvier 2024    | à géolocaliser                    | Mosquée El Haj Moussa                                            | Télécharger une image |
| 81-29                | Tamezret               | Mausolée de Sidi Youssef                                         |         | 22 janvier 2024    | 22 janvier 2024    | à géolocaliser                    | Mausolée de Sidi Youssef                                         | Télécharger une image |
| 81-30                | Tamezret               | Zaouïa de Sidi Ben Issa                                          |         | 22 janvier 2024    | 22 janvier 2024    | à géolocaliser                    | Zaouïa de Sidi Ben Issa                                          | Télécharger une image |
| 81-31                | Matmata                | Zaouïa d'Ahl Et-T'wî                                             |         | 22 janvier 2024    | 22 janvier 2024    | à géolocaliser                    | Image manquante Téléverser                                       | Télécharger une image |
| 81-32                | Taoujout               | Huilerie troglodytique                                           |         | 22 janvier 2024    | 22 janvier 2024    | à géolocaliser                    | Image manquante Téléverser                                       | Télécharger une image |
| 81-33                | Matmata                | Dar El Hakem Yakhlef Ben Zekri                                   |         | 22 janvier 2024    | 22 janvier 2024    | à géolocaliser                    | Dar El Hakem Yakhlef Ben Zekri                                   | Télécharger une image |
| 81-34                | Matmata                | Zaouïa de Sidi A'hacin                                           |         | 22 janvier 2024    | 22 janvier 2024    | à géolocaliser                    | Image manquante Téléverser                                       | Télécharger une image |
| 81-35                | Nouvelle Matmata       | Mosquée Z'raoua                                                  |         | 22 janvier 2024    | 22 janvier 2024    | à géolocaliser                    | Image manquante Téléverser                                       | Télécharger une image |
| 81-36                | Nouvelle Matmata       | Kasbat Ezzabi                                                    |         | 22 janvier 2024    | 22 janvier 2024    | à géolocaliser                    | Image manquante Téléverser                                       | Télécharger une image |
| 81-37                | Nouvelle Matmata       | Zaouïa de Sidi Ahmed Ben Salem                                   |         | 22 janvier 2024    | 22 janvier 2024    | à géolocaliser                    | Image manquante Téléverser                                       | Télécharger une image |
| 81-38                | Nouvelle Matmata       | Houch Ouled Rabah                                                |         | 22 janvier 2024    | 22 janvier 2024    | à géolocaliser                    | Image manquante Téléverser                                       | Télécharger une image |
| 81-39                | Dkhilet Toujane        | Mosquée de Tounine                                               |         | 22 janvier 2024    | 22 janvier 2024    | à géolocaliser                    | Mosquée de Tounine                                               | Télécharger une image |
| 81-40                | Dkhilet Toujane        | Kherbet el-Gasrine (deux Ksar de Tounine)                        |         | 22 janvier 2024    | 22 janvier 2024    | à géolocaliser                    | Kherbet el-Gasrine (deux Ksar de Tounine)                        | Télécharger une image |
| 81-41                | Nouvelle Matmata       | Ancienne mosquée de Beni Zelten                                  |         | 22 janvier 2024    | 22 janvier 2024    | à géolocaliser                    | Ancienne mosquée de Beni Zelten                                  | Télécharger une image |
| 81-42                | Dkhilet Toujane        | Zaouïa de Sidi Chams Eddine (Rkoud Mzâta)                        |         | 22 janvier 2024    | 22 janvier 2024    | à géolocaliser                    | Zaouïa de Sidi Chams Eddine (Rkoud Mzâta)                        | Télécharger une image |
| 81-43                | Nouvelle Matmata       | Zaouia de Sidi Sheikh Edh'raâ                                    |         | 22 janvier 2024    | 22 janvier 2024    | à géolocaliser                    | Image manquante Téléverser                                       | Télécharger une image |
| 81-44                | Gabès                  | Ancienne église chrétienne, avec une zone de protection de 400 m |         | 22 janvier 2024    | 22 janvier 2024    | 33° 53′ 17″ nord, 10° 06′ 20″ est | Ancienne église chrétienne, avec une zone de protection de 400 m | Télécharger une image |